# Гонконгские вафли
Гонконгские вафли (кит. трад. 雞蛋仔, упр. 鸡蛋仔, пиньинь Gāi daahn jái; в англоязычных странах известны, как яичные вафли англ. egg waffle) — разновидность вафель, популярная в Гонконге и Макао. 

## Описание
Мягкие вафли, которые готовятся из яичного дрожжевого теста. Выпекаются в особой вафельнице, которая придаёт им форму прямоугольных пластинок с полусферическими выступами (ячейками), отдалённо напоминающими по форме куриные яйца. Гонконгские вафли обычно подают горячими, и дополняют свежими ягодами, фруктами, сладким соусом и мороженым, так же, как это принято делать с бельгийскими вафлями; однако их можно есть и просто так. 
Гонконгские вафли входят в число самых популярных гонконгских уличных закусок (или фаст-фуда) и даже заняли 1-е место в списке 100 самых популярных уличных закусок Гонконга. Они стали излюбленной уличной едой в Гонконге с момента своего появления в 1950-х годах, когда электрических вафельниц ещё не было, и поэтому «сковородки»-вафельницы помещались на горячие угли.

## История
История происхождения гонконгских вафель в точности неизвестна. Одна легенда гласит, что вафельницы, ячейки на которых напоминали куриные яйца, были созданы для выпечки вафель из теста без яиц, потому что в годы в конце и после Второй мировой войны яйца считались роскошью. Предполагается, что уже в 1944 году появился первый лоточник, который торговал такими вафлями с тележки на улицах Гонконга. Как бы там ни было, разумнее всего предположить, что гонконгские вафли являются местной адаптацией европейского рецепта, получившей популярность после войны (хотя существуют и другие точки зрения).

## Современность
Сегодня гонконгские вафли изготовляются из сладкого, богатого яйцами теста, которое готовится в специальной вафельнице с ячейками.  В вафельницу выливают порцию теста и ставят её на электрический нагреватель (исторически — на горячие угли; изредка, по традиции, так делают и сейчас). Иногда традиционное тесто модифицируют, чтобы вафли приобрели дополнительный вкус: шоколада, зелёного чая, имбиря, фиолетового батата и даже сыра. Зачастую, особенно в Гонконге, одни и те же торговцы предлагают своим покупателям как бельгийские вафли, так и гонконгские. Гонконгские вафли обычно едят руками, придерживая их через бумажку, в которую завёрнута их нижняя часть, однако употребление гонконгских вафель с начинкой может потребовать использования приборов. 
Сегодня гонконгские вафли можно встретить во многих странах мира, особенно в чайна-таунах США и в фудкортах торговых центров. Нередко гонконгские вафли продают, свернув в мягкий конус и поместив внутрь сладкий соус (топпинг), взбитые сливки, фрукты или ягоды и мороженое.